# Michel van Winkel
Michael Willem Maria (Michel) van Winkel, O.S.B. (Rotterdam, 25 mei 1923 – Den Helder, 4 augustus 2006) was een Nederlandse priester en politicus voor de PPR.
Van Winkel bezocht het seminarie van de Franciscanen, maar trad in 1942 in bij de Benedictijnen van de Sint-Paulusabdij in Oosterhout. Tussen 1948 en 1956 werkte hij mee aan de bouw van de Abdij Slangenburg in Doetinchem. Van 1958 tot 1961 werkte hij als pastor in Perzië. Van 1962 tot 1973 was hij vlootaalmoezenier bij de Koninklijke Marine. Hij werd in 1973 eervol ontslagen na een conflict over zijn politieke activiteiten voor de PPR. In 1975 werd hij namens die partij lid van de Tweede Kamer. In de Kamer was hij woordvoerder maatschappelijke aangelegenheden, defensie, Koninkrijksaangelegenheden, landbouw (faunabeheer en dierenwelzijn) en emancipatiebeleid. Met zijn fractiegenoot Dolf Coppes diende hij een initiatiefwetsvoorstel in tot wijziging van dierenbeschermingsbepalingen in het Wetboek van Strafrecht.
- Biografisch Portaal: 29180204
- Parlement.com: vg09llin2ht2